# Дворец культуры имени В. И. Ленина (Пермь)
Дворец культуры им. В. И. Ленина (также известен как Дворец культуры «Мотовилихинских заводов»), архитектурный памятник краевого значения, расположенный в Мотовилихинском районе города Перми, на улице Уральская, 93. Здание Дворца культуры построено в 1963 году по проекту московских архитекторов Я. А. Корнфельда и Т. Г. Заикина. С 2005 года является, как культурным, так и культовым зданием Российской церкви христиан веры евангельской пятидесятников.

## Архитектура
Дворец культуры им. В. И. Ленина представляет собой монументальное трёхэтажное здание, главный фасад которого украшен десятиколонным входным портиком, дополненный надстройкой со щипцовым фронтом.
Во внешнем оформлении Дворца культуры использованы приёмы классицизма. Крылья дворца декорированы полуколоннами в стиле коринфского ордера, на которых лежит тяжёлый антаблемент.
Цокольный этаж и колонны входного портика обработаны естественным камнем, а позади колонн, над входом во Дворец, расположилось два барельефа, изображающих жизнь советского общества. Перед зданием Дворца культуры расположена обширная площадь, в центре которой находится бюст В. И. Ленина, созданный скульпторами Н. Н. Клиндуховым и Л. В. Присяжнюком, архитектором В. Б. Ольшанской, и установленный здесь в 1971 году.
Совокупная площадь внутренних помещений Дворца культуры им. В. И. Ленина составляет примерно 5 тыс. м², а в самом дворце имеется актовый зал на 900 мест.

## История

Бюст В. И. Ленина на площади перед Дворцом культуры (скульпторы — Н. Н. Клиндухов, Л. В. Присяжнюк, архитектор — В. Б. Ольшанская)

Дворец культуры им. В. И. Ленина был построен 19 октября 1963 года по инициативе тогдашнего директора «Мотовилихинских заводов» — Лебедева Виктора Николаевича. Строительство здания дворца было запланировано к 100-летию создания сталепушечного завода.
К созданию проекта будущего Дворца культуры были привлечены московские архитекторы — Я. А. Корнфельд и Т. Г. Заикин, работающие в те годы под влиянием освоения историко-архитектурного наследия.
С момента постройки дворец стал одним из крупнейших культурных объектов города того времени, и на протяжении более чем сорока лет являлся центром культуры, творчества и просвещения для жителей района.
С 1963 года во Дворце культуры располагалась заводская публичная библиотека, учреждённая ещё в 1896 году по инициативе уездного комитета Попечительства о народной трезвости.
К началу 2000-х годов во Дворце культуры им. В. И. Ленина располагалось более двадцати кружков различного профиля: эстрадная студия, кружок вокала, школы различных видов танца, цирковой кружок, драматический театр, изостудия, кружок игры на гитаре, хор ветеранов, разнообразные ансамбли.
В 1990-е годы бывший Дворец культуры им. В. И. Ленина стал именоваться Дворец культуры «Мотовилихинских заводов», а с 2006 года переименован в культурно-деловой центр «Мотовилиха».

### Продажа

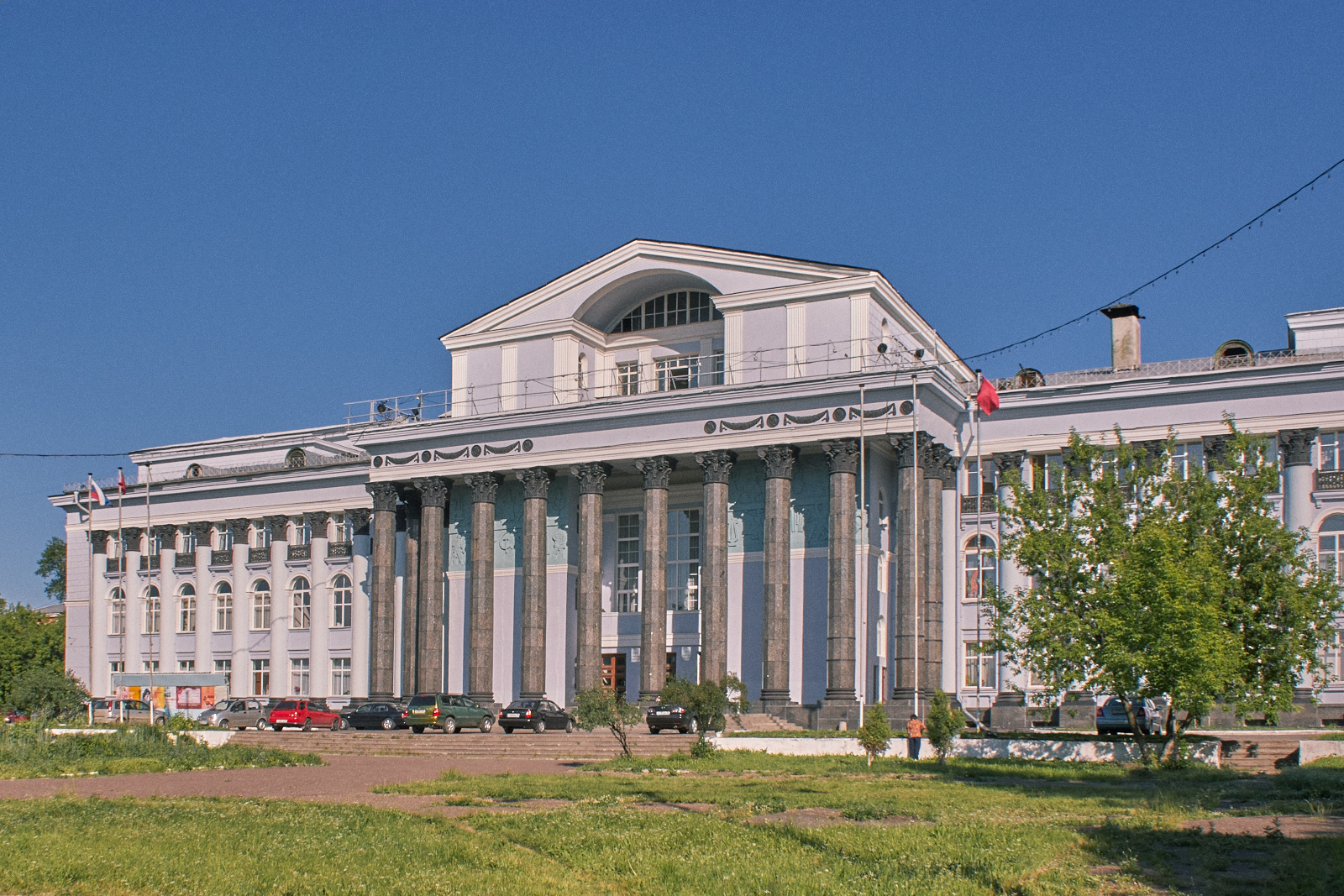
Входной портик Дворца, дополненный надстройкой со щипцовым фронтоном

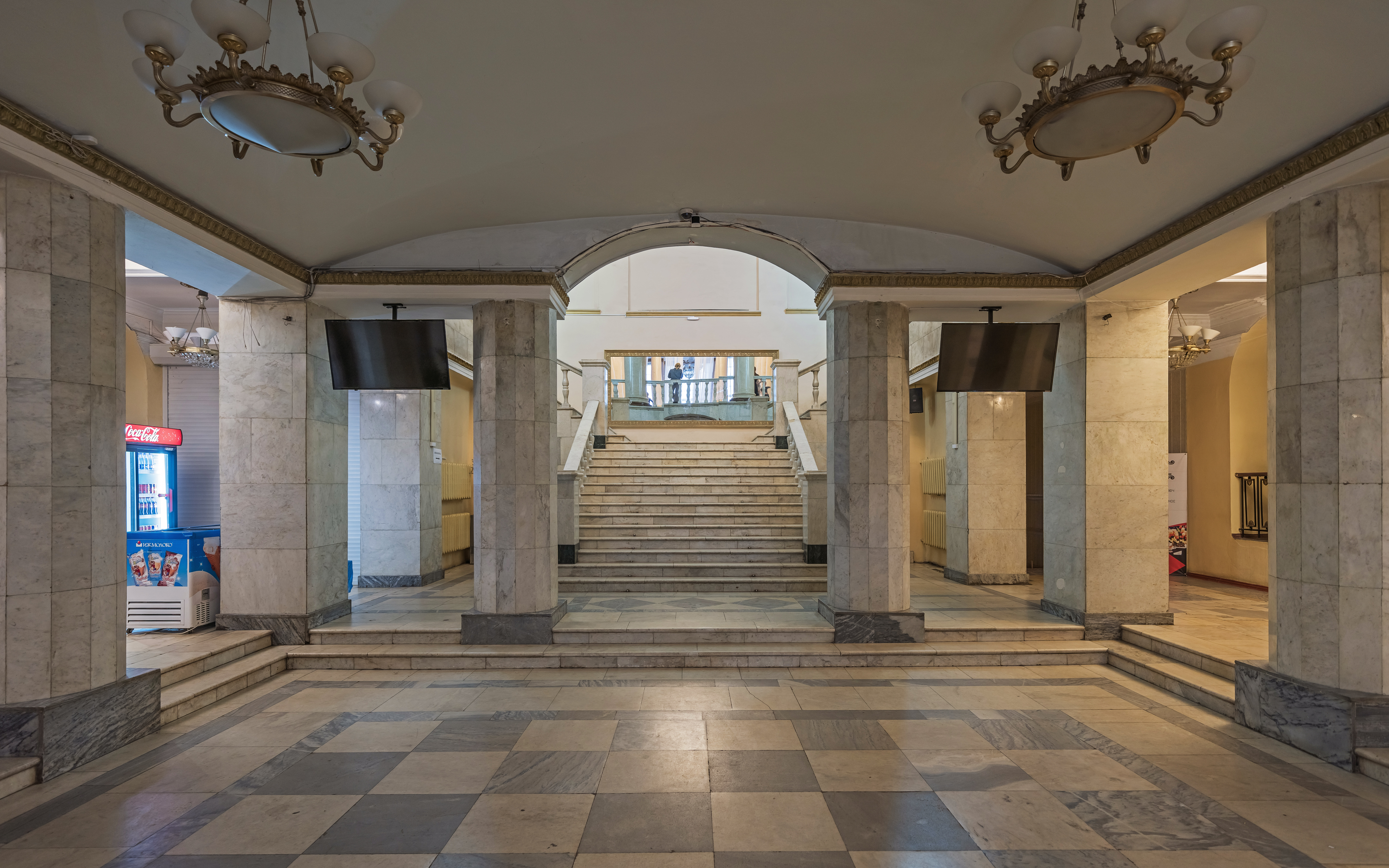
Интерьер первого этажа дворца

С начала своего существования Дворец культуры являлся непрофильным активом «Мотовилихинских заводов» наряду с такими объектами как ресторан «Горный хрусталь», УДС «Молот», биатлонная база, медсанчасть № 4 и др. С 2002 года «Мотовилихинские заводы» начали постепенно освобождаться от подобных активов. В 2003 году генеральный директор И. Костин заявил, что из непрофильных активов «Мотовилихинские заводы» намерены оставить только Дворец культуры «Мотовилихинских заводов» на условиях его полной самоокупаемости. Однако в 2004 году содержание Дворца культуры принесло «Мотовилихинским заводам» убытки в размере 3 млн рублей.
26 апреля 2005 года владельцы контрольного пакета акций ОАО «Мотовилихинские заводы» — группа компаний ФД «Русь» продали Дворец культуры им. В. И. Ленина Пермскому епархиальному управлению христиан веры евангельской («Новый Завет») за 50 млн руб..
Претендентов на покупку здания было несколько, но продано оно было Пермскому епархиальному управлению в связи с тем, что они обязались не перепрофилировать дворец и сохранить занимающиеся в нём кружки и секции. На момент продажи дворца в его помещениях располагались 28 секций и кружков, в которых занималось около 400 детей. Новые владельцы почти сразу начали проводить капитальный ремонт здания Дворца, который не осуществлялся с момента его постройки. Как впоследствии выяснилось, первоначально евангелистская церковь планировала сохранить статус Дворца культуры у здания на 5 лет, но после того, как данный процесс получил широкий резонанс, епископ Сергей Ряховский увеличил этот срок до 20 лет.
Бывший Дворец культуры им. В. И. Ленина на тот момент стал самым большим по площади помещением евангелистов во всей России. Согласно некоторым источникам, епархиальное управление ХВЕ в Перми для приобретения Дворца культуры привлекло все имеющиеся в их распоряжении средства, при этом продав остальное имущество..